# 希羅基布里耶格足球俱樂部
希羅基布里耶格足球俱樂部，是波斯尼亚和黑塞哥维那的一家職業足球俱樂部，位於希羅基布里耶格。球隊目前參加波黑足球超級聯賽的賽事。俱樂部設立于1948年。球隊的主場球場是佩察拉体育场，能容納7,000名觀眾入場。

## 外部連結
- 官方网站  （克羅埃西亞文）